# همنوع‌خواری جنسی

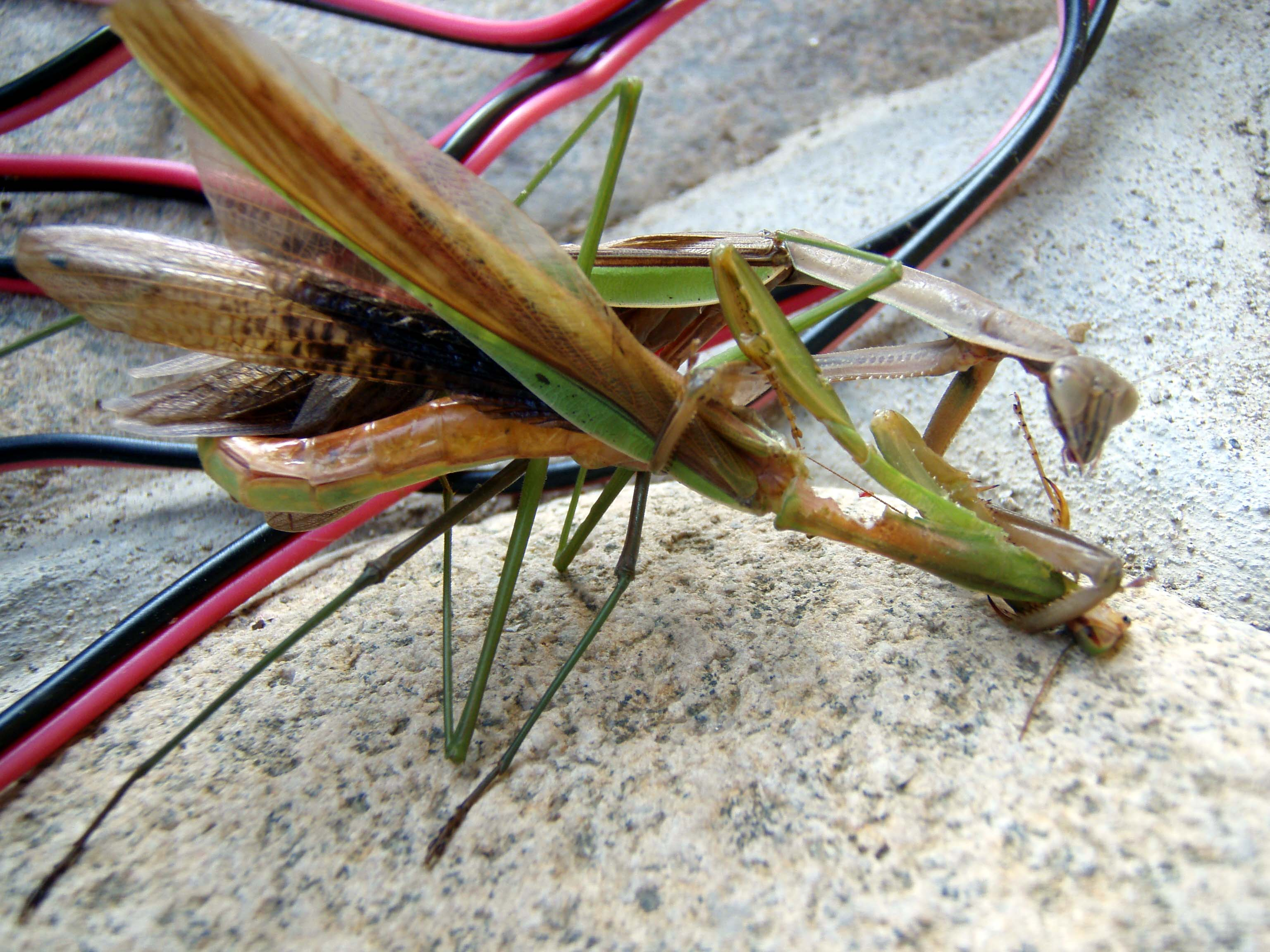
آخوندک چینی ماده در حال خوردن جفت خود پس از آمیزش

هم‌نوع‌خواری جنسی نوعی از هم‌نوع‌خواری است که در آن جنس مونث جنس مذکر هم‌نوع خود را قبل یا هنگام یا بعد از آمیزش جنسی می‌کُشد و می‌خورد. در مواردی نادر نقش‌های ذکر شده معکوس می‌گردد. در حالی که هم‌نوع‌خواری جنسی در برخی از گونه‌ها طبیعی است در برخی دیگر کاملاً غیرمعمول است. در این فرایند موجود نر (در اکثر موارد) توسط موجود ماده خورده می‌شود و ماده انرژی لازم جهت پرورش تخم‌ها و نسل بعد را پیدا می‌کند.